# ARM Cortex-A7
L'ARM Cortex-A7 MPCore és un nucli de microprocessador de 32 bits amb llicència d'ARM Holdings que implementa l'arquitectura ARMv7-A anunciada el 2011.

## Visió general
Té dues aplicacions objectiu; en primer lloc, com a successor més petit, més senzill i més eficient energèticament del Cortex-A8. L'altre ús és al gran. Arquitectura PETITA, que combina un o més nuclis A7 amb un o més nuclis Cortex-A15 en un sistema heterogeni. Per fer-ho, és totalment compatible amb les funcions amb l'A15.
Les característiques clau del nucli Cortex-A7 són:
- Microarquitectura en ordre parcial de doble edició amb una canalització de 8 etapes
- Extensió del conjunt d'instruccions NEON SIMD
- Unitat de coma flotant VFPv4
- Codificació del conjunt d'instruccions Thumb-2
- Jazelle RCT
- Virtualització de maquinari
- Extensions d'adreça de pàgina gran (LPAE)
- Memòria cau de nivell 2 integrada (0–1 MB)
- 1,9 DMIPS/MHz
- Velocitat de rellotge típica 1,5 GHz

## Xips

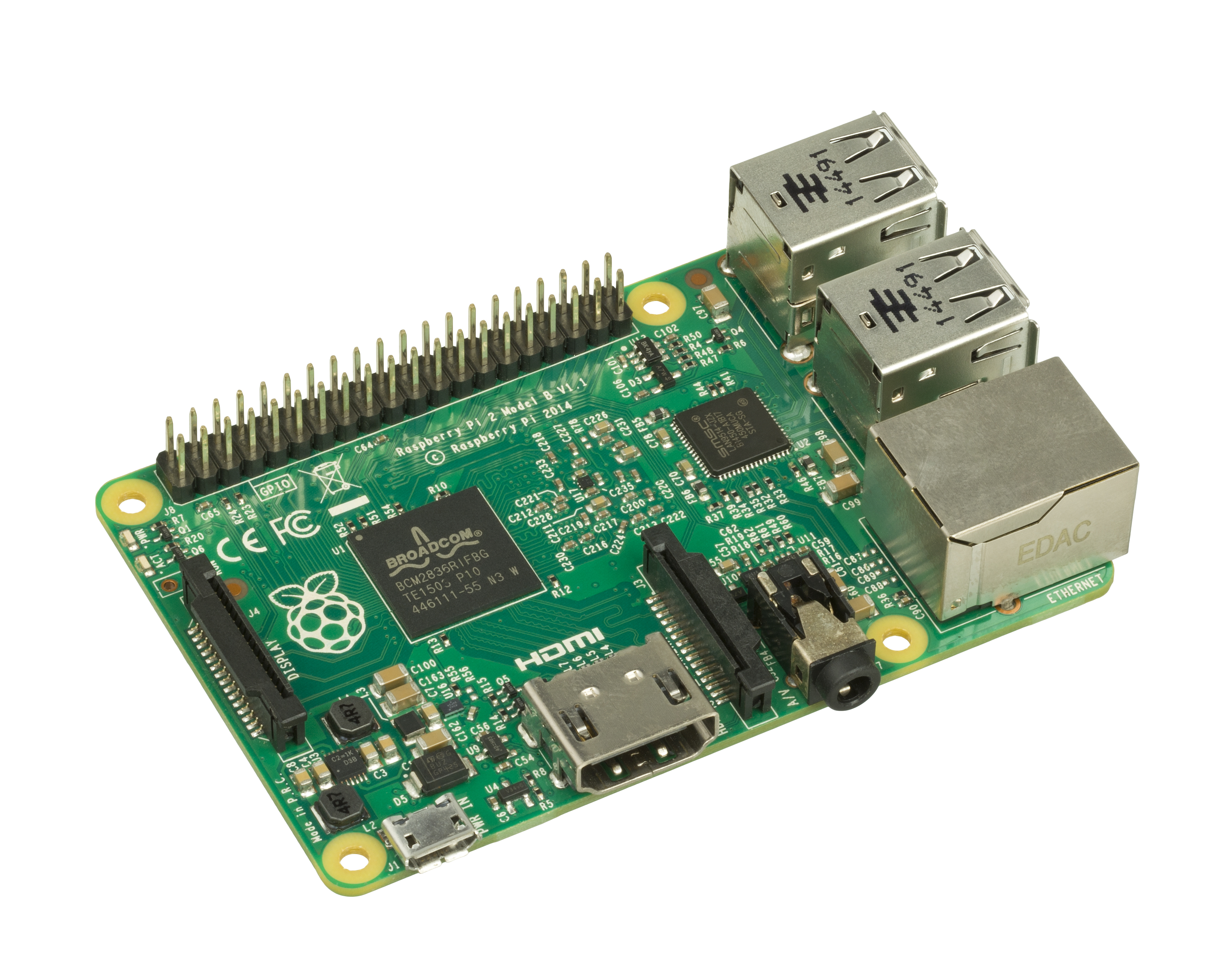
El Cortex-A7 s'utilitza per alimentar el popular microordinador Raspberry Pi 2.

Diversos system-on-chips (SoC) han implementat el nucli Cortex-A7, incloent:
- Allwinner A20 (A7 de doble nucli + GPU Mali -400 MP2)
- Allwinner A31 (quad-core A7 + PowerVR SGX544MP2 GPU)
- Allwinner A83T (A7 d'octa nuclis + GPU PowerVR SGX544)
- Allwinner H3 (quad-core A7 + Mali -400 MP2 GPU)
- Processador multimèdia HSPA+ de quatre nuclis Broadcom BCM23550
- Broadcom BCM2836 (quad-core A7 + VideoCore IV GPU), dissenyat específicament per a Raspberry Pi 2
- NXP Semiconductor (abans Freescale) QorIQ Layerscape LS1 (A7 de doble nucli)
- Freescale i.MX 6 UltraLite
- HiSilicon K3V3, gran. Arquitectura PETITA amb Cortex-A7 de doble nucli i Cortex-A15 de doble nucli. Utilitzeu la GPU ARM Mali-T658.
- Marvell PXA1088 (quad-core A7 + Vivante GC1000)
- Mediatek MT6570 (A7 de doble nucli + ARM Mali -400MP1 GPU)
- Mediatek MT6572 (A7 de doble nucli + ARM Mali -400MP1 GPU)
- Mediatek MT6580 (quad-core A7 + ARM Mali -400MP2 GPU)
- Mediatek MT6582 (quad-core A7 + ARM Mali -400MP2 GPU)
- Mediatek MT6589 (quad-core A7 + Imagination Technologies PowerVR SGX544 GPU)
- Mediatek MT6592 (octa-core A7 + ARM Mali -450MP4 GPU)
- Mstar MSB2531A ARM Cortex A7 32bit 800MHZ
- Qualcomm Snapdragon 200 i Snapdragon 400 MSM8212 i MSM8612, MSM8226, MSM8626 i MSM8926 (quad core A7 + Adreno 305 GPU)
- Samsung Exynos 5 Octa (5410), gran. PETITA arquitectura amb quad-core Cortex-A7 i quad-core Cortex-A15. Utilitzeu la GPU d'Imagination Technologies PowerVR SGX544MP3.
- Samsung Exynos 5 Octa (5420), gran. PETITA arquitectura amb quad-core Cortex-A7 i quad-core Cortex-A15. Utilitzeu la GPU ARM Mali -T628MP6.
- STMicroelectronics STM32MP13x (A7 d'un sol nucli)
- STMicroelectronics STM32MP15x (doble nucli A7 + M4 + GPU Vivante)
- ASPEED AST2600 BMC (doble nucli A7 + M4)